# Три ознаки існування
Три ознаки існування (палі tilakkhana) — це буддійський опис того, як речі та об'єкти присутні у світі. Згідно з вченням про три ознаки існування, всі зумовлені речі є мінливими (анікка) і піддаються страждання (дукха). Звідси випливає висновок, що всі речі також є несамостійними або безкорисливими (анатта).

## Анікка, дукха, анатта
У багатьох суттах (промовах Будди) ці три характеристики представлені наступним чином:
1. Всі зумовлені речі є анікка (палі): непостійні, непослідовні, мінливі за своєю природою.
2. Тому всі зумовлені речі також є дуккха: болючі, приносять дискомфорт і незручність. Дукха також означає внутрішній стрес, який відчувають мінливі речі.
3. Оскільки вони непостійні та мінливі, а також приносять дискомфорт, не варто вважати їх чимось, що належить комусь, або «собою». Доречніше розглядати їх як анатту: не-Я або без-Я, без власника, володаря.

Будда стверджував, що якщо ви відчуваєте речі повністю як себе або «свої», ви можете або повинні бути в змозі здійснювати досконалий контроль над ними. Люди думають про «речі» насамперед з погляду п'яти органів чуття та нервової системи. З ними не повинно статися нічого такого, чого б ви не хотіли. Однак, оскільки зумовлені речі мінливі (анікка) відповідно до їхніх умов або відповідних причин, вони не піддаються контролю або не залежать від волі. Отже, вони обтяжені внутрішнім напруженням, яке призводить до дискомфорту і навіть гіршого (дукха).
До речі, дукха не означає, що речі не можуть приносити комфорту. Цим терміном позначають дискомфорт (передусім душевний), спричинений тим, що речі часто йдуть своїм шляхом (= є автономними) і не підкоряються нашій волі та намірам. Бажання залишаються незадоволеними, наміри — без відповіді, і це і є справжня дукха.

## Обумовлене та необумовлене
Анікка і дукха відносяться до всіх зумовлених речей. Анатта, однак, належить до всіх речей: як до обумовлених, так і до необумовлених або безсмертних. Необумовлене можна пережити в стані нірвани. Це досвід, коли людина відокремлена від усіх зумовлених речей. Це безумовне, як і зумовлені речі, є анатта, або не-Я, але відрізняється від зумовлених речей тим, що воно є нікка, тобто постійне і вільне від страждань.

## Місце в доктрині
Вчення про три характеристики є фундаментальною концепцією буддизму. Глибоке її розуміння веде до досягнення Просвітлення. Навіть для початківців правильне розуміння і застосування вчення про три характеристики є важливим аспектом буддійської практики.
Анатта Лакхана Сутта — це друге вчення, яке Будда дав після свого просвітлення. У цій бесіді він дав детальне пояснення трьох характеристик, і, слухаючи цю бесіду, перші п'ять учнів Будди досягли нірвани і стали арахантами.

## Зв'язок з іншими концепціями
Вчення про три характеристики не є самодостатнім. Для чіткого розуміння цього вчення необхідне також розуміння вчення про п'ять хандх і чотири благородні істини.